# Shane Byrne

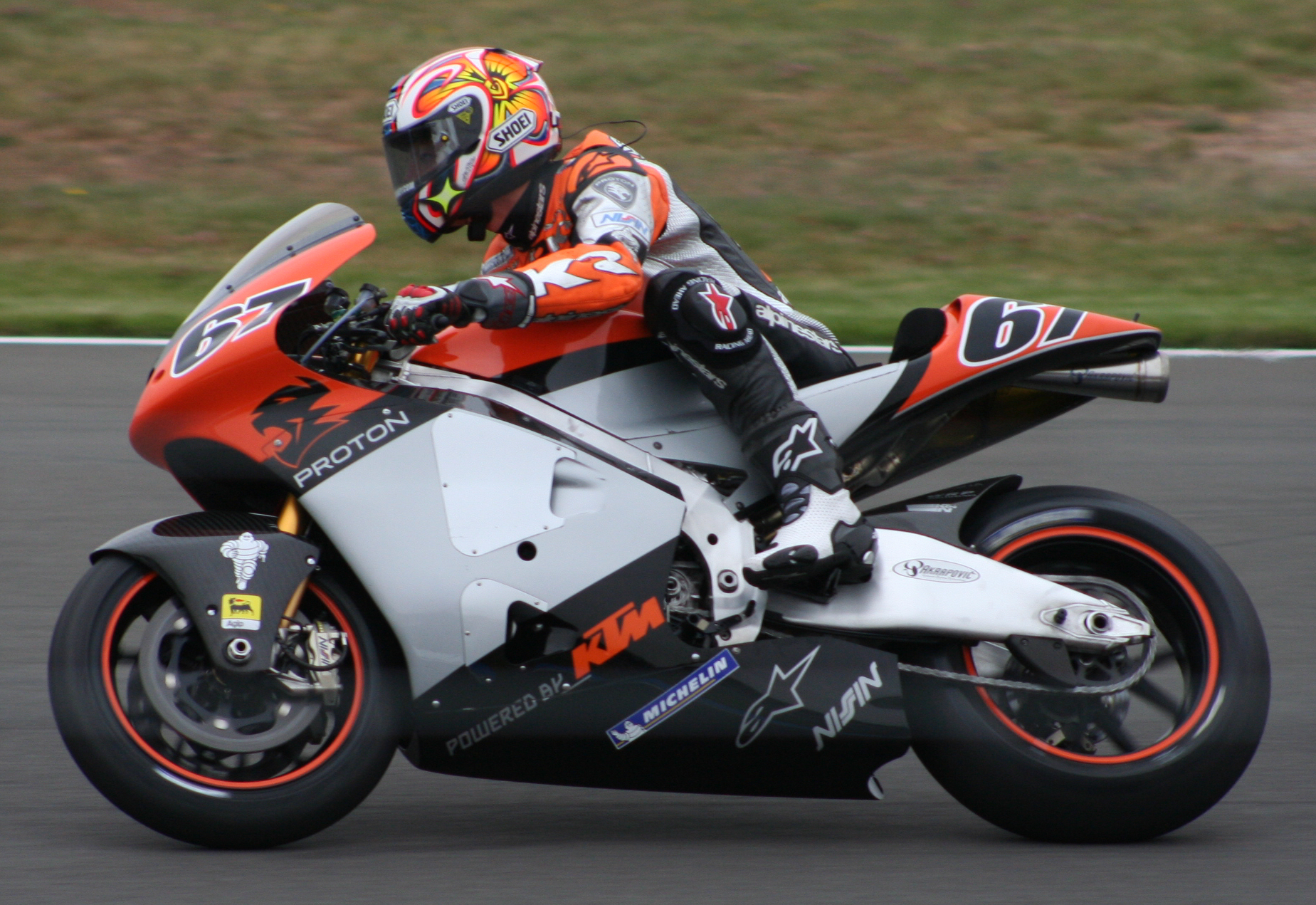
Shane Byrne på en Proton KTM 2005.

Shane "Shakey" Byrne, född 10 december 1976 i Lambeth i Storbritannien, är en brittisk roadracingförare. Han är främst känd för sina mästerskapstitlar i brittiska superbike 2003, 2008, 2012, 2014 och 2016.

## Roadracingkarriär
Byrne började tävla 1996. Han blev brittisk supersportmästare 1998. Han har kört i det brittiska superbikemästerskapet sedan 1999. Han tog sin första titel där säsongen 2003, samtidigt som han vann två segrar i Superbike-VM 2003 som wildcard. Efter det körde Byrne på deltid i MotoGP för Team KR och MS Aprilia med en 10:e plats som bäst, innan han återvände till Storbritannien. Brittiska Superbike 2006 och Brittiska Superbike 2007 var ganska motiga för den forne mästaren, men han bytte till Ducati inför Brittiska Superbike 2008, och en svit på 15 raka prispallar byggde upp en suverän ledning, vilket resulterade i Byrnes andra titel i serien. 2009 och 2010 körde han två hela säsonger i Superbike-VM och placerade sig 8 respektive 10 i VM-tabellen. Byrne kom tillbaka till de brittiska mästerskapen 2011 på en Honda och blev trea. Han skiftade till Kawasaki från 2012 och mästerskapsplaceringarna blev etta 2012, tvåa 2013, etta 2014 och tvåa 2015. Säsongen 2016 bytte han till en Ducati-motorcykel och vann mästerskapet för femte gången.